# James Gordon Elliott
James Gordon Elliott, britanski general, * 6. april 1898, † 27. junij 1990.